# Список островов Японии
Островное государство Япония расположено целиком на островах в Тихом океане. Большая часть островов образует Японский архипелаг. Кроме того, Японии принадлежат острова Рюкю и несколько островных групп в открытом океане к югу и юго-востоку от архипелага.
По данным японских властей 2022 года, насчитывается 14 125 островов.
Ниже отдельные острова перечислены не по алфавиту, а с севера на юг.

## Японскийархипелаг

### Основные острова
- Хоккайдо
- Хонсю
- Сикоку
- Кюсю

### Небольшие острова

#### ОстроваВнутреннего Японского моря
- Касадо
- Химе
- Хейгун
- Ясиро
- Ицукусима (известен как «Миядзима»)
- Нисиноми
- Этадзима
- Курахаси
- Иносима
- Тесима
- Сёдо
- Авадзи

#### ОстроваЯпонского моря

##### Вдоль острова Хоккайдо
- Ребун (остров) и Рисири
- Тэури и Ягисири
- Окусири
- Кодзима

##### Вдоль острова Хонсю
- Скалы Кюроку
- Тоби
- Ава
- Садо
- Хекура
- Острова Нанацусима
- Ното
- Острова Оки
  - Дого
  - Насиносима
  - Каканосима
  - Тибури
- Мисима
- Аисима

#### ОстроваКорейского пролива
- острова Цусима
  - Каминосима
  - Симоносима
- Футаои
- Ороносима
- Ики
- Окиносима

#### ОстроваВосточно-Китайского моря
Расположены к западу от острова Кюсю.
- Икицуки
- Хирадо
- Острова Гото
  - Накадори
  - Торисима
  - Хисака
  - Фукуэ
- Хасима
- Острова Дандзё
- Острова Косики
- Кусакаки

#### Острова с внешней стороны архипелага

##### Вдоль острова Хонсю
- Кинкадзан
- Адзи
- Эносима
- Острова Идзу
  - Торисима (Остров Панафидина)
  - Тосима
  - Удоне
  - Ниидзима
  - Сикине
  - Кодзу
  - Тасиро
  - Острова Омбасе
  - Миякедзима
  - Микура
  - Инамба
  - Аогасима
  - Кодзима
- Тоси

##### Вдоль острова Кюсю
- Симаурато[яп.] 島浦島（しまうらとう）

## ОстроваРюкю(Нансэй)
- Острова Осуми
  - Танэгасима
  - Яку
- Острова Токара
  - Йокоатэ
  - Кутиносима
  - Кутиноэрабу
  - Наканосима
  - Суваносэ
  - Такара
- Острова Амами
  - Какэрома
  - Кикай
  - Осима
  - Токуносима
  - Тори
- Острова Окинава
  - Торисима
  - Кумэ
  - Окиноэрабу
- Острова Сакисима
  - Острова Яэяма
    - Ириомотэ
    - Исигаки
    - Йонагуни

  - Острова Мияко
    - Минна
    - Ирабу
    - Икэма
    - Курима
    - Миякодзима
    - Наканобанарэ
    - Огами
    - Симодзи
    - Тарама
    - Футэива
- Острова Сенкаку
  - Секиби
  - Уоцури
- Острова Бородино (Дайто)
  - Северный Бородино (Кита-Дайто)
  - Южный Бородино (Минами-Дайто)
  - Раса (Оки-Дайто)

## ОстроваТихого океана
- Острова Нампо
  - Сумису
  - Торисима
  - Торисима
  - Торисима
  - Торисима
  - Острова Кадзан (Волкано)
    - Ио (также Иодзима, Иводзима, Иото, Ивото)
- Окинотори (Паресе-Вела)
- Минамитори (Маркус)

## Острова в озёрах
- Дайкон

## Южные Курилы
Со времени окончания Второй мировой войны все Курильские острова вошли в состав РСФСР, однако принадлежность островов Итуруп, Кунашир, Шикотан и группы островов Хабомаи оспаривается Японией, считающей их занятыми в форме, не имеющей юридических оснований. Россия утверждает, что её суверенитет над южными Курильскими островами абсолютно законен и не подлежит сомнению и обсуждению, и заявляет, что не признаёт сам факт наличия территориального спора с Японией.
- Итуруп
- Кунашир
- Шикотан
- Хабомаи
  - Полонского
  - Осколки
  - Зелёный
  - Танфильева
  - Юрий
  - Дёмина
  - Анучина

## Искусственные острова
- Chūbu Centrair International Airport
- Дэдзима
- Kansai International Airport
- Kobe Airport
- Одайба
- Port Island
- Rokko Island